# Řád Francisca Morazána
Řád Francisca Morazána či Řád Morazána (španělsky: Orden de Morazán) je státní vyznamenání Honduraské republiky založené roku 1941. Udílen je prezidentem Hondurasu za významné zásluhy pro lidstvo nebo za jiné zásluhy.

## Historie
Řád byl založen 1. března 1941. Pojmenován je po prezidentu Federativní republiky Střední Ameriky Franciscu Morazánovi.

## Pravidla udílení
Třída velkokříže se zlatou hvězdou je udílena současným či bývalým hlavám států, členům královských rodin či předním osobnostem z oblasti vědy a umění. Třída velkokříže se stříbrnou hvězdou je udílena premiérům a dalším členům vlád, velvyslancům, předním osobnostem ozbrojených sil a dalším osobám podobného postavení. Třída velkodůstojníka je udílena ministrům zahraničních věcí, státním tajemníkům, členům Nejvyššího soudu, senátorům, univerzitním rektorům, generálům a dalším osobám podobného postavení. Třída komtura je udílena diplomatickým poradcům, atašé, generálním konzulům, děkanům, poslancům parlamentu, soudcům, plukovníkům a dalším osobnostem podobného postavení. Třída důstojníka je udílen diplomatům, konzulům, soudním úředníkům, profesorům, podplukovníkům a jiným osobám podobného postavení.
Udílen je honduraským prezidentem na návrh Rady řádu, která je složena z ministrů školství, kultury, cestovního ruchu, vnitra a zahraničních věcí. Ministr zahraničních věcí pak stojí v čele rady.

## Insignie
Řádový odznak má tvar zlatého, bíle smaltovaného maltézského kříže s cípy zakončenými zlatými kuličkami. Na kříži je položený zeleně smaltovaný vavřínový věnec. Uprostřed je kulatý zlatý medailon lemovaný modře smaltovaným kruhem se zlatým nápisem FRANCISCO MORAZAN  • 1792 – 1842. V medailonu je portrét Francisca Morazána. Ke stuze je odznak připevněn pomocí zlatého přechodového článku. Ten má podobu zlaté pyramidy na jejímž úpatí je hora se dvěma věžemi. Tento motiv je shodný s motivem státního znaku Hondurasu. Zadní strana se podobá té přední s výjimkou středového medailonu. V něm je vyobrazen státní znak Federativní republiky Střední Ameriky – pohoří s pěti vrcholy, zpoza kterých vychází slunce. V okrajovém kruhu je nápis zlatým písmem REP. DE HONDURAS LIBER, SOBERANA, INDEPENDIENTE (Honduraská republika, svobodná, suverénní, nezávislá).
Řádová hvězda má 32 cípů o různé délce v pravidelném vzoru. Na hvězdu je položen řádový odznak bez přechodového prvku.
Stuhu tvoří tři stejně široké pruhy. Prostřední pruh je bílý, postranní jsou modré. Barva stuhy tak odpovídá honduraské vlajce.

## Třídy
Řád je udílen v šesti řádných třídách:
- velkokříž se zlatou hvězdou
- velkokříž se stříbrnou hvězdou
- velkodůstojník
- komtur
- důstojník
- rytíř